# Ostracion trachys
Ostracion trachys es una especie de peces de la familia Ostraciidae en el orden de los Tetraodontiformes.

## Morfología
• Los machos pueden llegar alcanzar los 11 cm de longitud total.

## Hábitat
Es un pez de mar de clima tropical y asociado a los  arrecifes de coral que vive entre 15-30 m de profundidad.

## Distribución geográfica
Se encuentra en las islas de Mauricio y Reunión.